# Queen of the south (clipper)
Pour les articles homonymes, voir Queen of the south.
Pour le l'opération spatiale "Morning Light", voir Cosmos 954.
Le Morning Light est un clipper américain, construit en 1853 à la suite de la ruée vers l'or de la Californie pour la liaison entre la côte est des États-Unis (Boston ou New York) et San Francisco. En 1863, il est vendu à un armement anglais et renommé Queen of the South. Pendant les 5 années suivantes, il est utilisé pour le transport de fret et d'immigrants entre Londres et l'Australie. Il fait naufrage dans la nuit du 24 au 25 avril 1868 à l'embouchure de la Loire.

## Historique

### 1853 Construction duMorning Light
Le clipper Morning Light est dessiné par l'architecte naval de Boston, Samuel Hartt Pook (en). On doit à cet architecte plusieurs clippers restés célèbres, notamment le Northern Light (en), le Game Cock (en) et le Telegraph qui s'illustrèrent lors de la grande course autour du Cap Horn de 1852. Son chef-d'œuvre reste le Red Jacket (en) que sa course contre le Lightning (en) sur la route de l'Australie fera entrer dans la postérité. Le Morning Light est construit par le chantier Toby et Littlefield sur les bords de la rivière Piscataqua à Portsmouth (New Hampshire, États-Unis). Il est construit pour le compte de l'armement Glidden & Williams de Boston pour un cout total de 117 000 dollars. Son lancement a lieu le 20 août 1853. Le journal Boston Daily Atlas (en) publia dans son édition du 2 septembre 1853 un article dédié au Morning Light qui venait d'arriver à Boston. L'auteur de cet article, Mc Lean Duncan, décrit de manière détaillée la coque du clipper. « Sa proue est très longue et élancée et ses lignes sont joliment arrondies. Sa carène, comme sa proue, est longue et sans défaut. Sa poupe est légère et impeccablement terminée. Ses contours sont presque ovales et elle se termine par un arrondi élégant comme sur un bateau pilote. » La demi-coque de chantier du Morning Light est conservée au Mariners House de Boston (en), elle correspond aux termes de Mc Lean Duncan. Le Boston Daily Atlas du 2 septembre 1853 donne aussi la description des ornements du Morning Light. « La figure de proue représente un archer s'élançant hors d'un nuage en bandant son arc. Une moulure sculptée et dorée formant une arche court d'un bout à l'autre de la poupe. Cette arche encadrait la déesse du jour représentée dans un chariot de lumière tiré par les aires de la rose des vents. » Ces sculptures sont l'œuvre du sculpteur John W Mason. Le dessin de la figure de proue est conservé au Peabody Essex Museum.

### 1853 - 1863: la ruée vers l'or en Californie duMorning Light

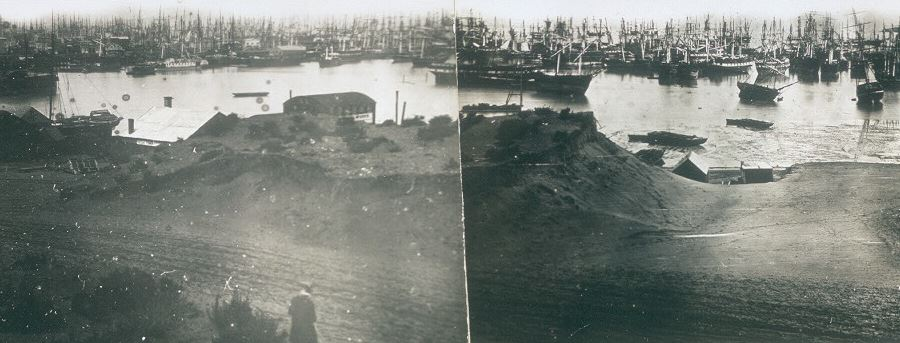
San Francisco en 1851 lors de la ruée vers l'or de la Californie

Pendant les dix ans de sa carrière américaine, le Morning Light réalise cinq voyages pour transporter du fret et des passagers entre la côte est des États-Unis (Boston ou New York) et San Francisco. Le Morning Light appareille pour son premier voyage de Boston le 3 octobre 1853, il atteint San Francisco le 11 février 1854, la traversée ayant duré 131 jours bien loin du record en dessous de 90 jours. Le clipper a rencontré que des conditions de mer et vents défavorables. Au retour avec un chargement de guano pris au Pérou pour New York, il n'a pas plus de chance, ce n'a été qu'une succession de vents contraires et faibles. Son second voyage de Boston à San Francisco est meilleur : le capitaine Knight appareille le 21 décembre 1854 et passe le Golden Gate 112 jours plus tard. Au retour le Morning Light charge à nouveau du guano (un engrais fait d'excréments d'oiseaux marins que l'on récoltait sur les îles Chincha au large du Pérou) mais cette fois à destination de Valence en Espagne où il arrive le 11 janvier 1856. Le Morning Light rentre ensuite de Cadix à Boston en 26 jours.
Le Morning Light fait ensuite trois voyages depuis Boston ou New York jusqu'à San Francisco, mais il ne réussit jamais à faire mieux que les 112 jours de son second voyage. Il semble qu'un mauvais sort le suit toujours, lui accordant continuellement de détestables conditions de navigation. Son troisième voyage depuis Boston dure 124 jours. Le quatrième, sous le commandement du capitaine Thomas, est le plus mauvais, le gros temps le bloque 32 jours devant le cap Horn et la traversée totalise 141 jours. Au cours de son cinquième voyage réalisé en 128 jours depuis New York, le Morning Light perd sa figure de proue, le bel archer est emporté par un coup de mer au cours d'un violente tempête qui dura 48 heures. Heureusement, le clipper termine sa traversée en mettant 18 jours pour aller de l'équateur à San Francisco.

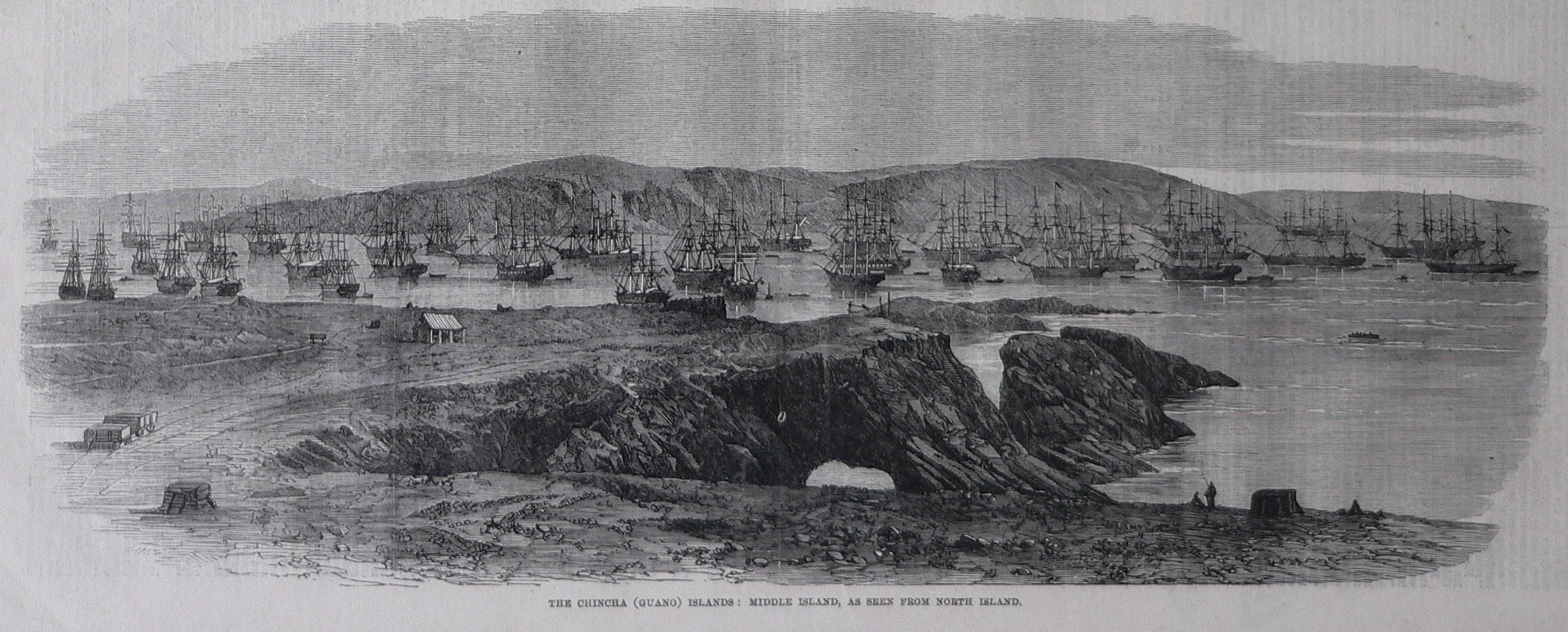
Voiliers chargeant du guano aux Iles Chincha en 1863

Son sixième voyage sous pavillon américain débute à Cardiff le 21 août 1861. Il est probable que la cargaison est constituée de charbon car San Francisco en plein développement a besoin beaucoup de matières premières. Mais la malchance est sa passagère habituelle et le clipper rencontre, une fois de plus, des vents défavorables. Toutefois, le trajet Valparaíso-San Francisco est réalisé en 37 jours, soit un jour de plus que le temps record. Le clipper au retour charge comme à son habitude du guano au Pérou pour le délivrer à Queenstown (actuellement Cobh) en Irlande.
En 1862, une crise économique touche les États-Unis. La ruée vers l'or est terminée tandis que la guerre de Sécession commence. Les clippers américains restent désarmés au fond des ports et leurs armateurs américains les vendent à des armateurs étrangers, généralement des Anglais, pour des prix dérisoires.

### 1863–1868: Le clipper colonialQueen of the South
En 1852, James Baines (en) et Thomas MacKay fonde à Liverpool la Black Ball Line. Cette compagnie assure une ligne régulière vers l'Australie ainsi que l'acheminement du courrier par concession du gouvernement britannique.
En 1860, l'état australien du Queensland, après sa séparation de la Nouvelle-Galles du Sud, souhaite développer son pays par l'immigration depuis la Grande Bretagne. Le gouvernement de ce nouvel état passe un accord avec la Black Ball Line pour le transport des immigrants. Le prix du voyage est pris en charge par le gouvernement sous certaines conditions.
Pour répondre à cet accord, la Black Ball Line alors en pleine apogée, achète en 1863 plusieurs clippers américains dont le Morning Light. Ce dernier est négocié pour 9 000 £. La Black Ball Line possédant déjà un bateau portant le même nom, elle le rebaptise Queen of the South.
Le Queen of the South est affecté à la ligne du Queensland ainsi que d'autres anciens clippers américains comme le Light Brigade (en). Les immigrants embarqués à Liverpool ou Londres sont débarqués à la baie Moreton près de Brisbane.
À chaque voyage vers le Queensland, le Queen of the South transporte près de 500 personnes. Les archives australiennes et les archives anglaises, permettent d'avoir des informations sur ces voyages. Ainsi pour son premier voyage, le clipper quitte Liverpool le 30 juillet 1864 avec 443 émigrants à son bord. Au cours de cette traversée, il y a 13 décès et 4 naissances à bord du clipper.

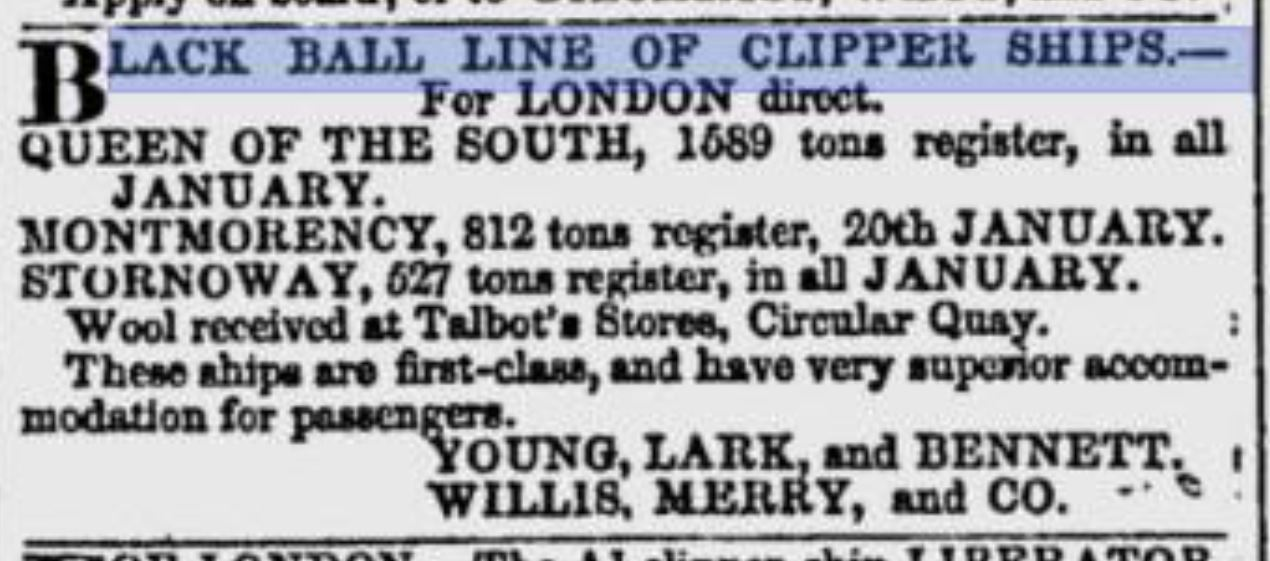
Extrait d'un journal australien Sydney Morning Herald en date du 17 janvier 1865 annonçant le départ du clipper Queen of the South vers Londres

Après avoir débarqué ses émigrants à Moreton Bay, le Queen of the South se dirige vers Sydney. Dans la liste d'équipage établie à Sydney le 29 décembre 1864, on lit le nom du second, John Boyle, qui sera l'un des quatre rescapés du naufrage.
Les passagers de première et deuxième classes logent dans les cabines de la dunette. Les moins fortunés, la grande majorité, logent dans l'entrepont appelé « steerage ». Le steerage était une sorte de grand dortoir avec des lits superposés sur les côtés et des tables dans le centre. Ces aménagements amovibles sont démontés pour le chargement de marchandises comme le guano.
Les clippers américains achetés à bas prix par les Anglais ne s’avèrent pas de bonnes affaires. Ils sont construits avec des bois tendres, ils ont navigué une dizaine d'années dans des mers très dures comme les parages du Cap Horn et ils demandent des réparations importantes. Le Queen of the South n'échappe pas à la règle. En août 1865, il fait l'objet d'un grand carénage à Londres. Le registre Véritas signale que le navire est ouvert à cette occasion. La signification de cette expression reste incertaine. On peut penser qu'il s'agit du changement d'une partie des bordés. Le doublage métallique est également refait et le navire est inspecté.
La compagnie de James Baines devient filiale de la Barned's Bank qui finance l'achat des navires. En 1866, une crise financière entraîne la faillite des banques. La Barned's Bank déposa son bilan et entraîne avec elle la Black Ball Line en grande difficulté financière. Celle-ci est obligée de vendre ses bateaux et de les affréter pour continuer à travailler. Le Queen of the South est vendu en 1867, à un certain Peter C. Foulkes de Liverpool, mais il continua ses rotations vers l'Australie pour le compte de la Black Ball Line.

### 1867 - 1868: Le dernier voyage duQueen of the South
À partir d'archives sur internet et du rapport de mer du second capitaine le dernier voyage du Queen of the South peut être reconstitué ainsi :
- Avril 1867 : Le Queen of the South est inspecté à Liverpool. Il appareille peu de temps après pour l'Australie.
- Août 1867 : Le Queen of the South est à Moreton Bay (Brisbane) en Australie sous les ordres du capitaine Thomas Reeves.
- Novembre 1867 : Le Queen of the South arrive au Callao, le port de Lima, afin de demander l'autorisation de charger du guano.
- 22 décembre 1867 : Le Queen of the South est signalé aux îles Chincha en train de charger sa cargaison de guano
- 11 janvier 1868 : Le Queen of the South appareille du Callao, après diverses formalités, pour Nantes avec un chargement de guano[8].
- 15 février 1868 : Passage du Cap Horn, sans trop de difficultés, sous une bourrasque de Ouest Sud Ouest[8].
- 24 avril 1868 : Arrivée devant l'estuaire de la Loire[8].

### 1868: Le naufrage duQueen of the South
Le matin du 24 avril 1868, le Queen of the South se présente à l'entrée de la Loire. Le capitaine Thomas Reeves cherche un pilote pour le mener jusqu'à Nantes. Mais, dans le mauvais temps qui s'installe, il n'aperçoit aucune voile portant l'ancre symbolique des pilotes. Après avoir tiré des bords en vain pour chercher le chenal d'entrée de la Loire, le capitaine Thomas Reeves, donne l'ordre de mouiller ses deux ancres en face de la pointe Saint-Gildas.
Sur le rivage, un ancien capitaine au long cours a vu la manœuvre du clipper : « Ce navire est perdu s'il ne coupe pas sa mâture immédiatement », déclare-t-il. Les gardiens du sémaphore se sont rendus également compte de la situation dangereuse du Queen of the South. Ils lui envoient un signal lui indiquant de changer de mouillage précisant qu'il n'est pas en sécurité. Hélas, le sémaphore, en fonction depuis peu, utilise le nouveau code international de signaux, tandis que le Queen of the South dispose à son bord du code Marryat (en) conçu en 1817. Le capitaine ne comprend pas le message du sémaphore. En réponse, il fait hisser des pavillons demandant l'assistance d'un pilote et d'un remorqueur. Mais les gardiens à leur tour ne comprennent pas les signaux du trois mâts. Les gardiens décident d'en référer à leur hiérarchie. Celle-ci en retour demande si le clipper est en danger, puis décide de consulter le vice consul d'Angleterre à Saint-Nazaire. Entre temps, les communications télégraphiques entre le sémaphore et les autorités sont interrompues.
Le Queen of the South est alors seul dans la nuit et la tempête. À 19 heures, une des chaînes d'ancre se rompt. Thomas Reeves fait abattre les mâts pour stopper la dérive, mais il est trop tard, la seconde ancre chasse et le navire vient talonner sur un haut fond de sable. Le capitaine rassemble l'équipage et les passagers sur la dunette et les couvre d'une voile pour les protéger. Pendant quelques heures, la coque résiste, puis elle se brise. Thomas Reeves fait monter l'équipage et les passagers dans les embarcations, mais elles chavirent, noyant les personnes qui y ont trouvé refuge. Enfin, une lame emporte le capitaine.
Au petit matin, la tempête s'étant un peu calmée, le chasse-marée Jeune Marie Désirée appareille sous voilure réduite de Saint-Nazaire où il s'était réfugié pour Noirmoutier. Arrivé près la pointe Saint-Gildas, son équipage aperçoit réfugiés sur le beaupré de l'épave à demi submergée trois hommes épuisés dont le second capitaine. Après de difficiles manœuvres d'approche, l'équipage du chasse marée récupère les trois marins anglais et les dépose à Noirmoutier. Napoléon III décernera ultérieurement la Légion d'honneur au patron du chasse marée Jean Elie Chantreau pour cet acte héroïque. Ces trois marins sont les seuls survivants avec un matelot qui a pu atteindre la côte agrippé à des débris de dunette. Trente-neuf personnes, dont deux femmes (la femme du capitaine, et l'épouse du représentant de la compagnie de navigation) et leurs enfants, ont perdu la vie dans cette nuit de tempête.
Ce drame provoque l'indignation de la presse anglaise qui fustige l'inertie des Français. Le journal d'informations maritimes Shipping and Mercantile Gazette écrit : « des événements tels que le naufrage du Queen of the South avec leurs circonstances accessoires de couardise, d'apathie et de stupide indifférence devant la souffrance humaine ne peuvent manquer de valoir aux localités ou de telles dispositions se sont montrées une triste et commune notoriété. » Une enquête est diligentée par la Chambre de Commerce de Nantes. Parmi les causes du naufrage, la commission relève la faute du capitaine Reeves qui n'est pas allé reconnaître Belle Ile où il aurait sûrement trouvé un pilote.

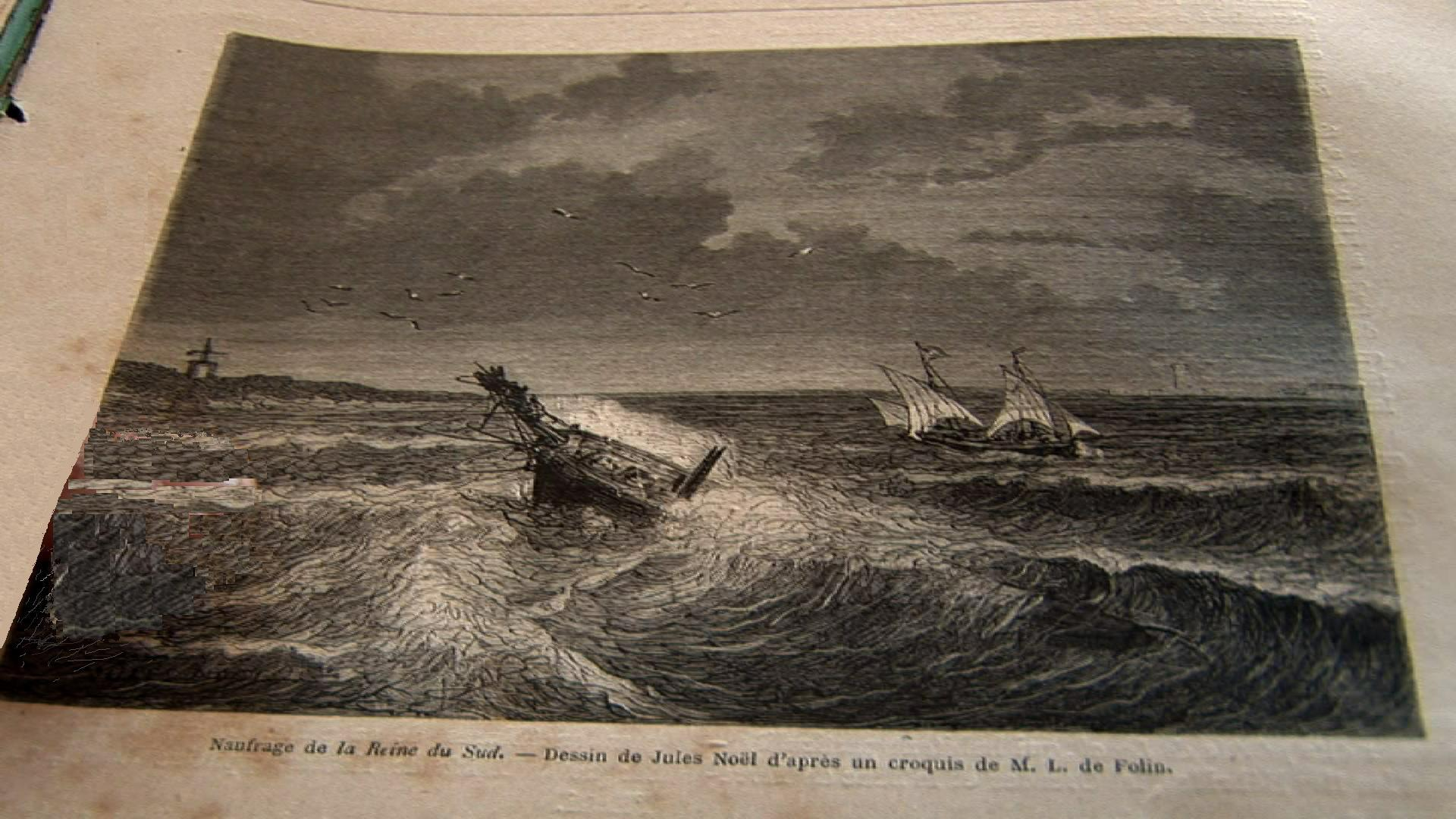
Dessin paru dans le Tour du Monde d’Édouard Chartron 1868/1869. La scène représente le moment où le chasse marée Jeune Marie Désirée s'apprête à recueillir les trois marins réfugiés sur le beaupré du Queen of the South.
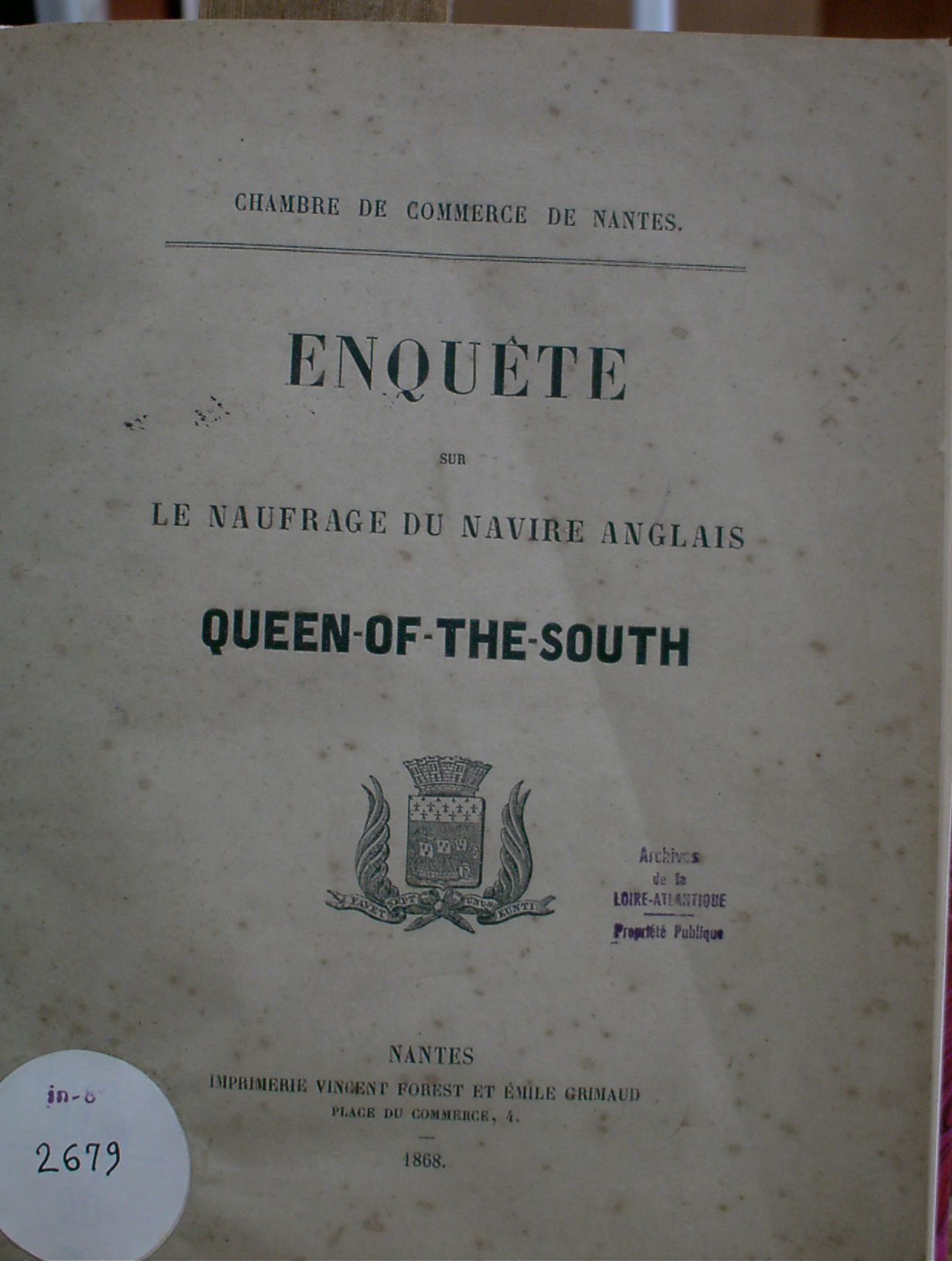
Première page du rapport d'enquête de la Chambre de Commerce de Nantes.
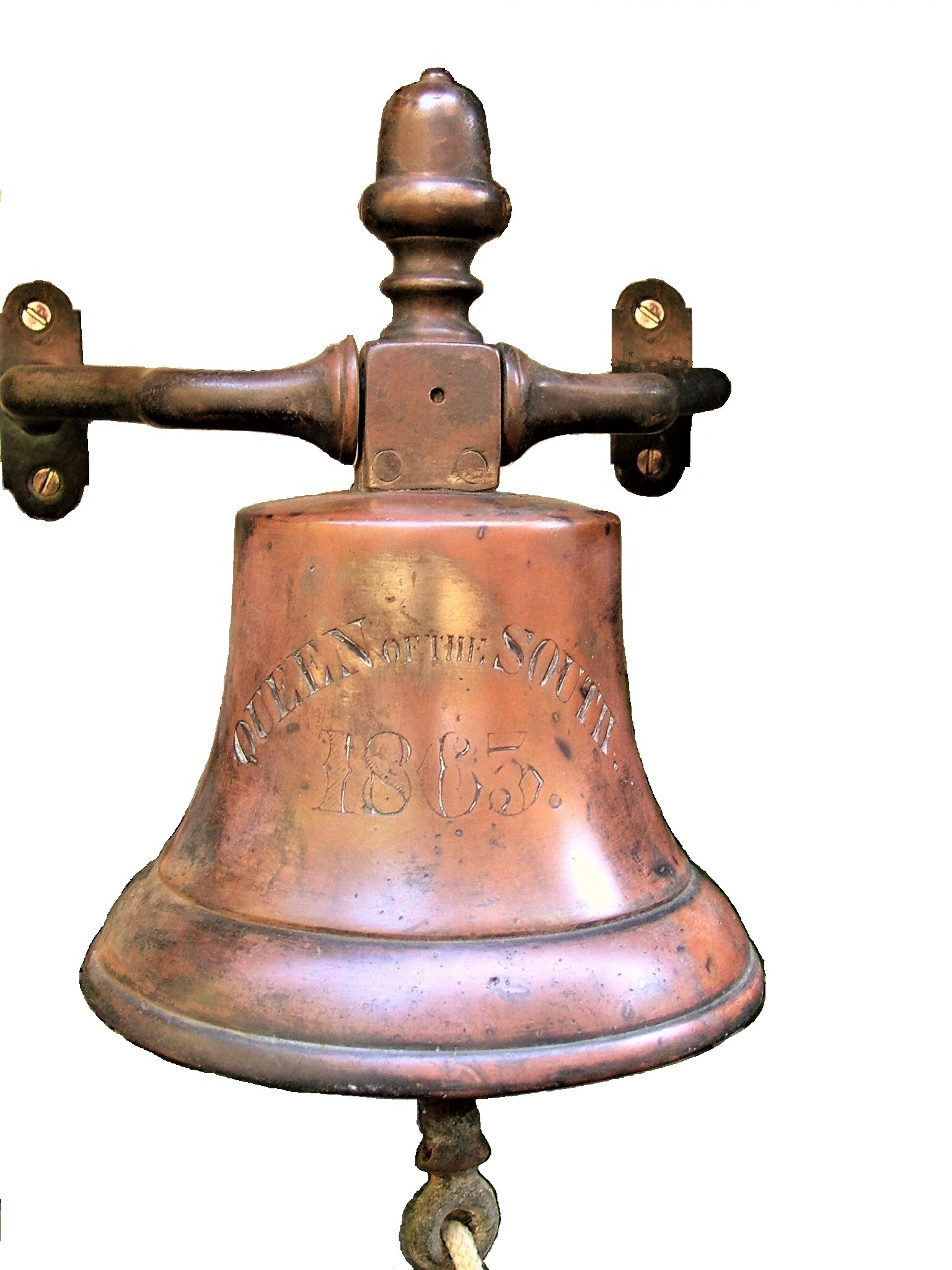
Cloche de quart du Queen of the South récupérée après le naufrage elle fut vendue aux enchères à Noirmoutier en juillet 1868.
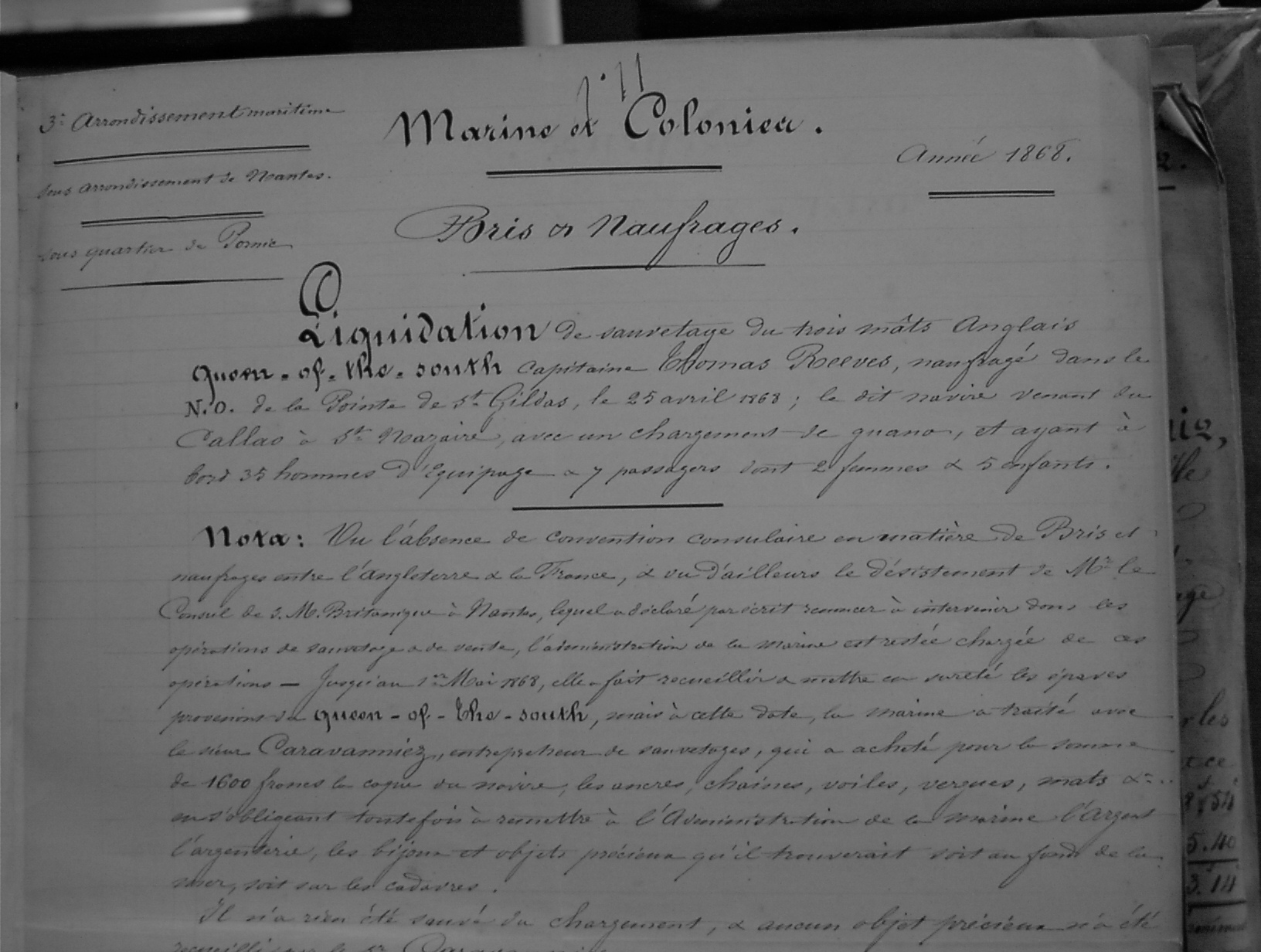
Début du rapport de liquidation de l'épave du Queen of the South (Archives départementales de la Loire-Atlantique).

### Le sort de l'épave duQueen of the South
Le lendemain du naufrage et les jours qui suivent, de nombreux débris du clipper s'échouent sur les rivages proches. L'administration maritime les recueille, faisant même punir sévèrement, les riverains qui essayaient de se les approprier. Puis tout ce qui provenait du Queen of the South fait l'objet de deux ventes aux enchères, l'une à Pornic (16 et 17 juin 1868), l'autre à Noirmoutier (du 1er au 6 juillet 1868). L'épave elle-même est vendue à un entrepreneur spécialisé dans le sauvetage maritime nommé Caravanniez à charge pour lui de démanteler la carcasse du clipper qui forme un obstacle pour la navigation.
Les sommes obtenues de ces ventes sont remises au consul d'Angleterre à Nantes agissant pour le compte de l'armateur du navire.

## Caractéristiques
Le navire à une jauge de 1 713 tonneaux selon l'ancienne jauge britannique Builder's Old Measurement et 1 589 tonneaux selon la jauge Moorsom entrée en vigueur en 1854. Le clipper mesure 67,06 m (220 pieds) de long, 13,11 m (43 pieds) de large et 8,23 m (27 pieds) de profondeur.
Il est gréé en trois-mâts carré. Selon un tableau conservé au Porstmouth Marine Society, la voilure se compose de 28 voiles :
- Voiles auriques : une brigantine, 5 voiles d'étai, 4 focs.
- Voiles carrées : 6 par mât.

### Sources
- Le Phare de la Loire (éditions du 26 avril 1868 et des jours suivants), Archives départementales de la Loire-Atlantique.
- Naufrage du navire anglais Queen of the South à la pointe Saint Gildas, embouchure de la Loire (12 mai 1868), Auguste Chérot, Imprimerie Lemesle, Médiathèque de Nantes.
- Enquête sur le naufrage du navire anglais Queen of the South, Chambre de Commerce de Nantes, Imprimerie Vincent Forest et Emile Grimaud, Archives départementales de la Loire-Atlantique.
- Registre des naufrages, demandes en main levée, Ponts et Chaussée, Lettres au commissaire général, Archives départementales de la Loire-Atlantique.
- Lettre de l'administrateur du quartier de Noirmoutier au ministre de la Marine, Service Historique de la Défense, Rochefort.
- The ships list, Baines and Mackay/Black Ball Line, Liverpool.
- History of the Black Ball Line of Australian Packets, Maritime archives and Library of National Museums, Liverpool.
- Queensland immigration and the Black Ball Line, Warwick Foote, 1978.
- « À la recherche du "Queen of the South" », Alain Foulonneau, article paru dans la revue no 250 Chasse-Marée, mai 2013.
- « La "Reine du Sud" un océan de légendes », Alain Foulonneau, article paru dans la revue La Lettre aux Amis no 170, juin 2013,  (ISSN 0248-420X).
- « L'énigme du "Queen of the South" », Bulletin de la Société des historiens du pays de Retz, n° 29 juillet 2010,  (ISSN 1620-7750).
- Le Queen of the South (1868) Grands voiliers naufragés aux portes de la Loire, Pierre de la Condamine, Les Cahiers du Pays de Guérande, no 33, 1991.
- Histoire de Préfailles Station Balnéaire de l'océan, Paul Myon, Imprimerie René Nicolas, 1909, pages 33 à 35.
- Bulletin municipal de Préfailles Pâques, 1981, no 12, pages 23 et 24.
- Noirmoutier, une île en mémoire, Eva Penisson, Geste Editions, 1992,  (ISBN 2-905061-63-4), pages 17 et 18.